# 22021 Andreariley
22021 Andreariley è un asteroide della fascia principale esterna. Scoperto nel 1999, presenta un'orbita caratterizzata da un semiasse maggiore pari a 3,199253 UA e da un'eccentricità di 0,113111, inclinata di 2,044825ª rispetto all'eclittica. Ha un diametro di 9,045 km e un'albedo di 0,078.
Fa parte della famiglia di asteroidi Temi.